# Qeqertalik, Grönland

Lägeskarta

Qeqertalik (Kommune Qeqertalik) är en av Grönlands fem kommuner. Kommunen ligger i territoriets mellersta västra del.

## Geografi
Kommunen har en yta på cirka 62 400 km² med cirka 6 500 invånare. Befolkningstätheten är cirka 0,1 invånare/km². De flesta bosättningar ligger kring Diskobukten.
Kommunen inrättades 2018 då kommunen Qaasuitsup delades i två enheter, kommunerna Avannaata och Qeqertalik.

## Förvaltning
Kommunens ISO 3166-2 kod är GL-QT och huvudort är Aasiaat. Kommunen är ytterligare underdelad i fyra städer (byer) och åtta områden (bygder).

### Städer och bygder i kommunen

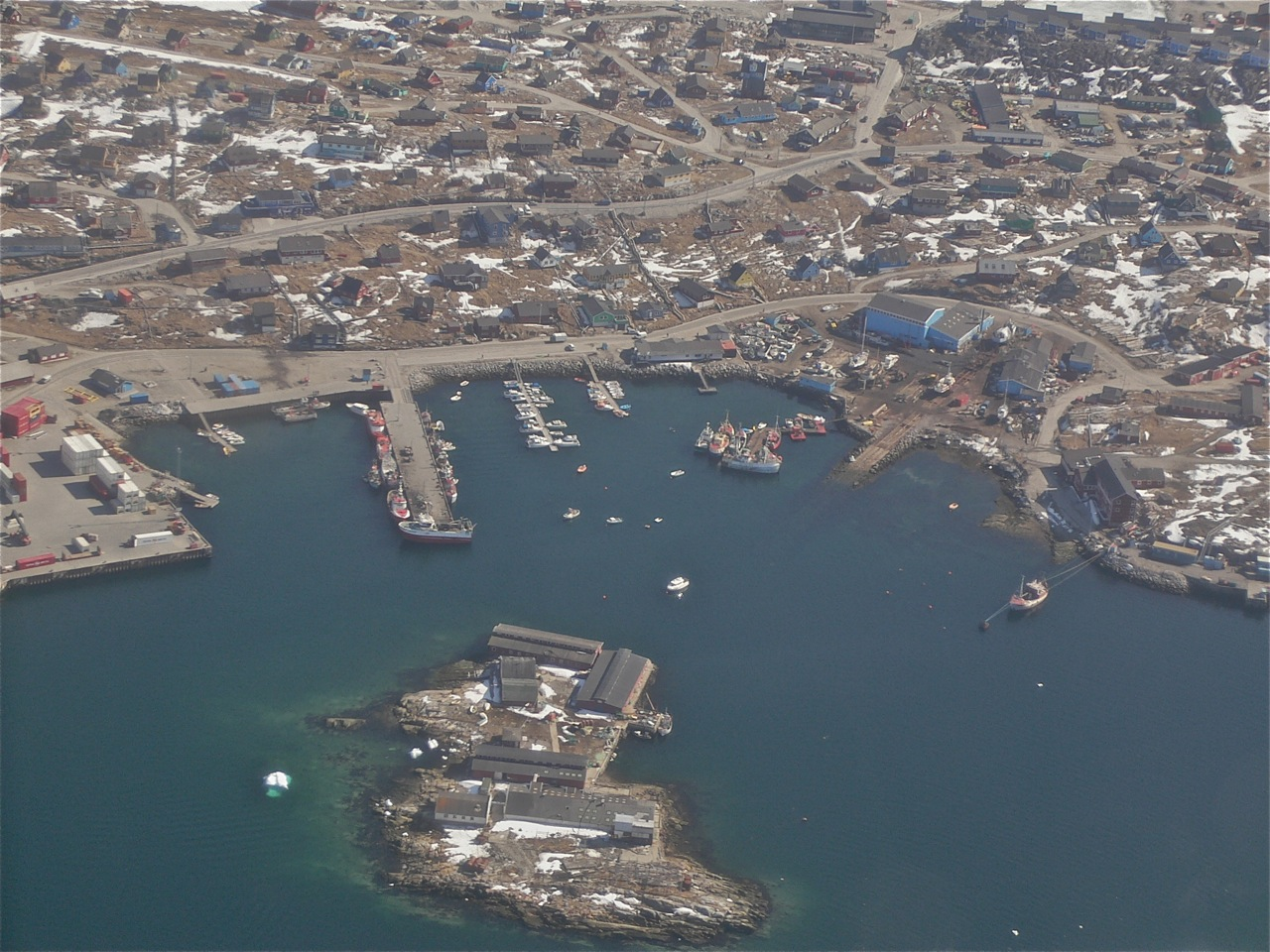
Vy över Aasiaat

- Aasiaat (stad, danska Egedesminde)
- Akunnaaq
- Attu
- Iginniarfik
- Ikamiut
- Ikerasaarsuk
- Kangaatsiaq (stad)
- Kangerluk (på Disko-ön)
- Kitsissuarsuit
- Niaqornaarsuk
- Qasigiannguit (stad, danska Christianshåb)
- Qeqertarsuaq (stad, danska Godhavn, Disko-ön)